# Maurice White
Maurice White (Memphis, 19 de diciembre de 1941-Los Ángeles, 4 de febrero de 2016) fue un cantante, compositor y productor musical estadounidense, conocido principalmente por ser fundador de la banda Earth, Wind & Fire. Era también el hermano mayor de Verdine White, miembro de la banda en la actualidad, y de Fred White, antiguo miembro. Maurice trabajó como el compositor principal de la banda y como su productor, y era cantante junto a Philip Bailey. White fue candidato a 20 Grammys, de los que ganó siete.
White ingresó en el Salón de la Fama del Rock y en el Vocal Group Hall of Fame como miembro de Earth, Wind & Fire, e individualmente entró en el Salón de la Fama de los Compositores. También conocido por su apodo Reese, trabajó con varios artistas famosos como Deniece Williams, The Emotions, Barbra Streisand y Neil Diamond.
Se le diagnosticó Parkinson en 1992, lo que le llevó a dejar de actuar en los conciertos de Earth, Wind & Fire en 1994. Aun así, White mantuvo el control ejecutivo de la banda, y permaneció activo en el negocio de la música.
Falleció, debido a las consecuencias de la enfermedad de Parkinson, mientras dormía en su casa de Los Ángeles, el 4 de febrero de 2016 a los 74 años de edad.

## Premios y honores

### Premios Grammy individuales (4 candidaturas)
| Año  | Nominado                      | Galardón                                               | Resultado | Ref. |
| ---- | ----------------------------- | ------------------------------------------------------ | --------- | ---- |
| 1976 | "Earth, Wind & Fire"          | Best Instrumental Composition                          | Finalista |      |
| 1978 | "Got to Get You into My Life" | Best Instrumental Arrangement Accompanying Vocalist(s) | Ganador   |      |
| 1978 | "Fantasy"                     | Best R&B Song                                          | Finalista |      |
| 1979 | "Maurice White"               | Producer of the Year                                   | Finalista |      |